# شهرستان میژی
شهرستان میژی (به لاتین: Mizhi County) یک منطقهٔ مسکونی در چین است که در یولین واقع شده‌است. شهرستان میژی ۱٬۲۱۲ کیلومتر مربع مساحت و ۱۵۴٬۹۵۳ نفر جمعیت دارد.